# L'Enlèvement des filles de Leucippe
L'Enlèvement des filles de Leucippe est un tableau peint par Pierre Paul Rubens vers 1617. Le tableau représente une scène tirée de la mythologie grecque, où les jumeaux Castor et Pollux enlèvent Hilaire et Phébé, les filles de Leucippe. Il est exposé à la Alte Pinakothek de Munich.

## Postérité

### Evocations artistiques
En 2012, l'artiste américain Jeff Koons revisite le tableau en y intégrant des éléments contemporains. Son œuvre Antiquity (Daughters of Leucippus) fait partie de sa série Antiquities.